# Дротаверин
Дротаверин (лат. Drotaverinum, англ. Drotaverine) — лікарський спазмолітичний препарат, який за своїм хімічним складом є похідним ізохіноліну та, з іншого боку, також структурним аналогом і похідним папаверину. Дротаверин може застосовуватися як перорально, так і парентерально та ректально.

## Історія створення
Історія створення дротаверину пов'язана із вивченням та синтезом інших міотропних спазмолітичних засобів. Першими спазмолітичними препаратами були екстракти опію, але у зв'язку із впливом на ЦНС використання їх було обмежене. У подальших дослідженнях властивостей алкалоїдів опію встановлено, що найвищу спазмолітичну дію та найменший вплив на ЦНС серед них має папаверин. Уперше промислове виробництво папаверину налагоджено на угорському заводі «Хіноїн» у 1930 році. Наступного року синтезовано похідне папаверину — перпарин, який відрізнявся від початкової молекули заміщенням метоксигруп на етоксирадикали. Ця хімічна сполука мала більший спазмолітичний ефект, ніж папаверин, але нижче всмоктування, що утруднювало її використання в медицині. Подальші дослідження похідних папаверину призвели до синтезу гідратованого похідного папаверину — дротаверину, яке уперше було здійснено угорськими вченими Месарошем, Сентміклоші та Цібулею у 1961 році у лабораторії заводу «Хіноїн». Даний препарат згідно з експериментальними дослідженнями, мав більший спазмолітичний ефект та менше побічних ефектів у порівнянні з папаверином, та отримав торговельну назву «Но-шпа». Після тривалих клінічних спостережень препарату встановлено його висока спазмолітична активність та незначна кількість побічних ефектів. З початком широкого клінічного використання дротаверину він став найуживанішим спазмолітиком у країнах колишнього СРСР. Окрім цього, налагоджено виробництво генеричних препаратів дротаверину в Росії, Білорусі, Україні та Індії. Дротаверин зареєстрований лише у країнах колишнього Радянського Союзу, ряді країн Східної Європи та ряді азійських країн. У країнах Західної Європи та у США дротаверин не допущений до клінічного застосування.

## Фармакологічні властивості
Дротаверин — синтетичний препарат, що по хімічному складу є похідним ізохіноліну та структурним аналогом папаверину. Механізм дії препарату полягає в інгібуванні ферменту фосфодіестерази IV типу, яка бере участь у регуляції скорочень гладких м'язів шлунково-кишкового тракту, сечовидільної системи та міометрію. Застосування дротаверину призводить до збільшення концентрації циклічного АМФ, який активує вихід іонів кальцію та його депонування, що своєю чергою призводить до інактивації легкого ланцюжка кінази міозину і зняття спазму та розслаблення гладких м'язів внутрішніх органів. Окрім основного ефекту інгібування фосфодіестерази, дротаверин також властивості інгібітора кальмодуліну (цитоплазматичного кальцій-модулюючого білка), а також має властивості блокатора повільних кальцієвих каналів та блокатора натрієвих каналів. Усі ці властивості дротаверину зумовлюють його застосування як спазмолітичного засобу при різноманітних захворюваннях травної системи, які супроводжуються спастичними болями та кольками; а також захворюваннями сечостатевої системи, що супроводжуються спазмами гладких м'язів та кольками. Дротаверин ефективний при спазмах гладких м'язів як нервового, так і м'язового походження. Оскільки дротаверин інгібує виключно ізоформу фосфодіестерази IV типу, яка лише незначно впливає на гладкі м'язи кровоносних судин та міокарду, при його застосуванні спостерігається незначна кількість побічних ефектів з боку серцево-судинної системи. Застосовується дротаверин також і в акушерстві при труднощах розкриття шийки матки, для усунення післяпологових перейм та загрозі викидня, але застосування дротаверину при вагітності дозволено лише у країнах колишнього СРСР. Дротаверин має більший спазмолітичний ефект від папаверину, але при хронічних функціональних захворюваннях травної системи (таких як синдром подразненого кишечника або дискінезії жовчних шляхів) його ефект не такий виражений, і, згідно з частиною клінічних досліджень, при таких захворюваннях ефективнішим є застосування мебеверину, який селективно діє на гладенькі м'язи органів травної системи та не впливає на гладенькі м'язи кровоносних судин. Окрім цього, дротаверин не рекомендований до застосування при гастроезофагеальній рефлюксній хворобі у зв'язку із розслаблювальною дією на нижній стравохідний сфінктер.

### Фармакокінетика
Дротаверин швидко та повністю всмоктується після перорального застосування, біодоступність препарату складає 60 % при пероральному та 100 % при парентеральному застосуванні. Дія препарату при внутрішньовенному застосуванні розпочинається за 2—4 хвилини після ін'єкції, при внутрішньом'язовому введенні за 3—5 хвилин після застосування. При пероральному застосуванні, згідно з деякими клінічними дослідженнями, початок дії препарату розпочинається за 5—6 хвилин після приймання таблетки, згідно з інформацією виробника, початок дії препарату при пероральному застосуванні розпочинається за 10—12 хвилин після застосування. Максимальна концентрація дротаверину в крові досягається протягом 45—60 хвилин. Дротаверин майже повністю зв'язується з білками плазми крові. Препарат створює високі концентрації у більшості тканин організму, не проходить через гематоенцефалічний бар'єр. Дротаверин метаболізується у печінці з утворенням неактивних метаболітів. Виводиться препарат переважно із сечею у вигляді метаболітів. Період напіввиведення дротаверину становить 8—10 годин (за іншими джерелами, період напіввиведення препарату становить 16 годин), даних за збільшення цього часу при порушеннях функції печінки та нирок немає.

## Показання до застосування

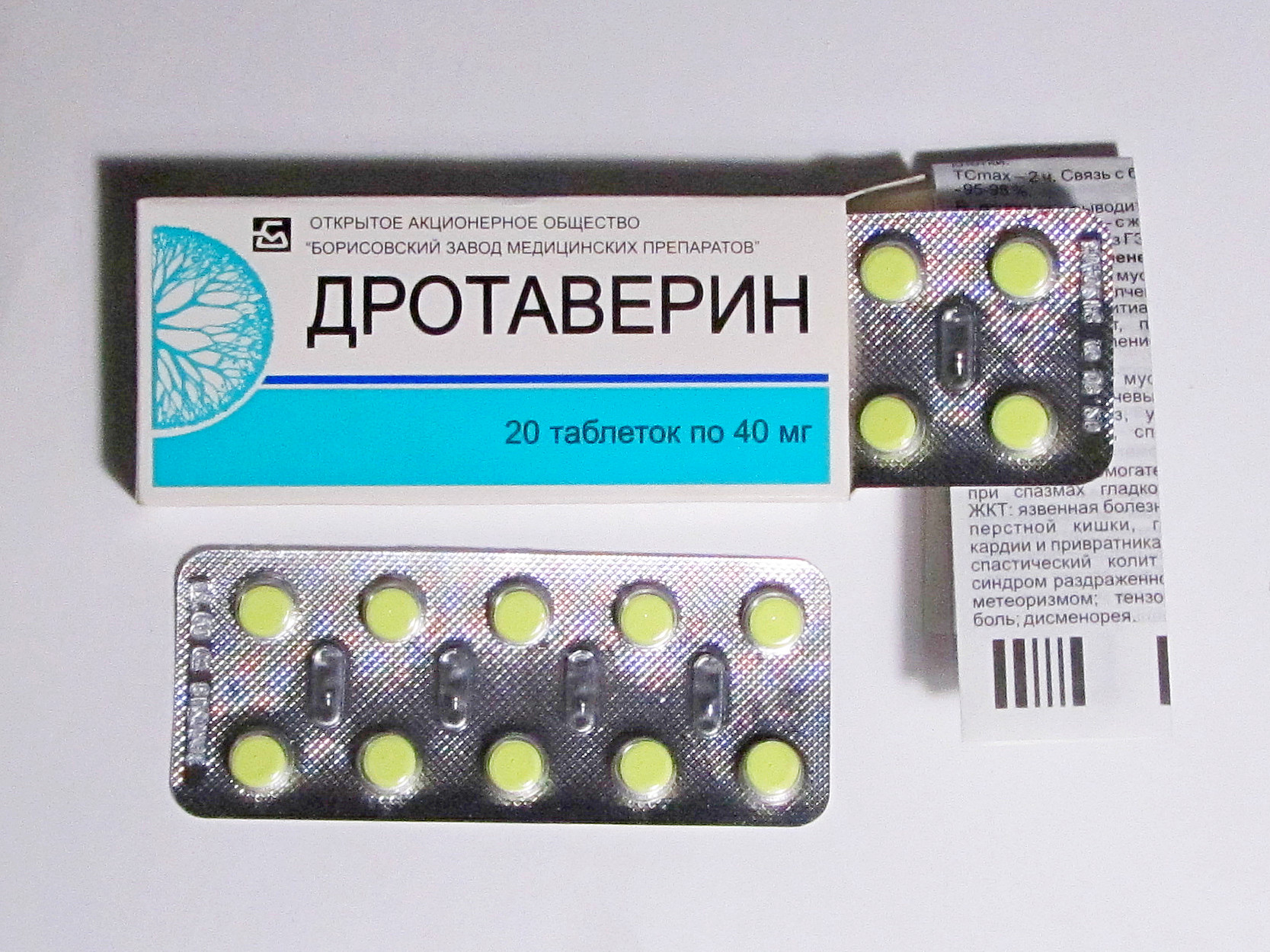
Дротаверин

Дротаверин застосовується як самостійно, так і у складі комплексної терапії при спазмах гладкої мускулатури органів травної системи, жовчевих шляхів, сечовидільної системи (у тому числі при сечокам'яній хворобі), при дисменореї, при загрозі викидня та передчасних пологів, при спазмі шийки матки, при післяпологових переймах, при спазмах периферичних артерій, при спазмах судин головного мозку, а також при проведенні інструментальних досліджень.

## Побічна дія
При застосуванні дротаверину побічні ефекти виникають рідко. Згідно з даними клінічних досліджень, загальна частота побічних ефектів препарату складає від 0,9 до 4 %. Найчастішими побічними ефектами при застосуванні дротаверину є алергічні реакції, нудота, головний біль, запор, вітиліго, крововиливи у місцях ін'єкції, гіпергідроз, тахікардія, відчуття жару; при внутрішньовенному введенні препарату можуть також спостерігатися артеріальна гіпотензія (у тому числі колапс), аритмії, AV-блокада, пригнічення дихального центру.

## Протипоказання
Дротаверин протипоказаний при підвищеній чутливості до препарату, важкій печінковій та нирковій недостатності, важкій серцевій недостатності. При вагітності дротаверин застосовується з обережністю. Дротаверин протипоказаний до застосування при годуванні грудьми та дітям до 6 років. Ін'єкційне застосування дротаверину дітям протипоказане.

## Форми випуску
Дротаверин випускається у вигляді таблеток по 0,04 г та таблеток пролонгованої дії (форте) по 0,08 г; 2 % розчину для ін'єкцій у ампулах по 2 та 4 мл; ректальних супозиторіїв із вмістом діючої речовини по 0,04 г. Дротаверин разом із парацетамолом та кодеїном входить до складу комбінованого препарату «Но-шпалгин». Дротаверин разом із нікотиновою кислотою входить до складу комбінованого препарату «Нікошпан».

## Застосування у ветеринарії
Дротаверин разом із нітроксоліном та екстрактами лікарських рослин входить до складу комбінованого препарату «Стоп цистит» для собак та котів для лікування урологічних захворювань у домашніх тварин.